# Marie Raymond
Marie Raymond, née le 4 mai 1908 à La Colle-sur-Loup dans les Alpes-Maritimes et morte le 3 novembre 1988 à Paris, est une artiste peintre française. Elle s'est vu décernée en 1949 le prix Kandinsky. Elle est également la mère d'Yves Klein : mère et fils ont une peinture bien différente mais une peinture abstraite tous les deux, et ils se sont influencés réciproquement.

## Biographie

### Famille
Issue de la bourgeoisie provinciale azuréenne — son père, Paul, est pharmacien à Nice et un de ses grands-pères négociant en fleurs à parfum — Marie Raymond, née en mai 1908,,, découvre sa vocation pour la peinture au cours de l'été 1924, en visitant l'atelier d'Alexandre Stoppelaëre, un peintre installé à Cagnes-sur-Mer, village adoré des artistes et fréquenté par nombre d'entre eux. Toute jeune encore, elle débute en venant, une fois par semaine, travailler « sur le motif » auprès de lui.
En juillet 1925, lors d'une fête du Haut-de-Cagnes, elle fait la connaissance de Fred Klein, jeune peintre néerlandais installé à La Goulette, à Cagnes. Ils se marient le 26 octobre 1926, à Nice, et partent vivre à Paris, au 26, rue du Départ à Montparnasse. Fred fait découvrir à son épouse l'Académie de la Grande-Chaumière, dont il est membre depuis 1924; Marie Raymond s'y forme et signe ses premiers dessins, entre 1926 et 1928, de son nom d'épouse Marie Klein. Le 28 avril 1928, un fils Yves naît à Nice, dans l'appartement de ses parents au 15 rue Verdi.

### Période figurative
Fred Klein et Marie Raymond mènent alors à Montparnasse la vie de bohème des jeunes artistes désargentés. Ils rencontrent d'autres artistes : Jacques Villon (le frère de Marcel Duchamp), František Kupka, l'un des initiateurs de l'art abstrait et, naturellement, Piet Mondrian, qui non seulement est Néerlandais, comme Fred, mais surtout vit dans le même immeuble (aujourd'hui disparu) qu'eux. Enceinte d'Yves, Marie Raymond danse avec Mondrian au dancing de la Coupole.
En 1931, Fred vend quelques tableaux à Piet Boendermaker, un mécène hollandais, et cet argent permet au couple de s'établir avec Yves bébé à Fontenay-aux-Roses. Cette résidence fontenaisienne ne dure qu'un an: en 1932 ils reviennent dans la famille, à Nice, où Marie Raymond prend des cours à l’école des arts décoratifs (aujourd'hui à la villa Arson) avec, notamment, le sculpteur abstrait Émile Gilioli.
En 1936-1937, les Klein tentent à nouveau de revenir dans la capitale mais, faute de moyens financiers, ils retournent dans le Midi. Marie Raymond obtient malgré tout une commande pour décorer, à l'Exposition universelle de 1937, le pavillon des Alpes-Maritimes.
En 1938, c'est pour les Klein un bref séjour à Paris (116, rue d'Assas), jusqu'à ce que la guerre les ramène à Cagnes-sur-Mer. De nombreux artistes ont trouvé refuge sur la Côte d'Azur : Matisse, Pierre Bonnard, Geer van Velde, Hans Arp et Sophie Taeuber-Arp, Sonia et Robert Delaunay, Alberto Magnelli, Ferdinand Springer… Marie Raymond, dont la peinture était jusque-là essentiellement constituée de paysages figuratifs, commence, en 1941-1942, à peindre des « paysages imaginaires ».

### Période abstraite
En 1943, la famille repart pour Paris, rue d'Assas, où ils vivent l'année suivante les joies de la Libération. Marie Raymond, qui a beaucoup travaillé sur des peintures abstraites informelles géométriques, participe en 1945 à sa première grande exposition au « Salon des surindépendants ». Son travail est accroché aux côtés de ceux de Hans Hartung, Jean Dewasne, Jean Deyrolle, Gérard Schneider.
Bientôt ces mêmes peintres exposent ensemble, en mars 1946, sous l'intitulé La Jeune Peinture abstraite dans la galerie de Denise René, rue La Boétie à Paris, sélectionné par le critique d'art Charles Estienne. En avril, Marie Raymond expose avec Serge Poliakoff et Engel Pak au Centre de recherches d'art abstrait, à Paris et, en juillet, au premier Salon des réalités nouvelles. En 1947, elle participe à deux expositions chez Denise René et au deuxième Salon des réalités nouvelles. En 1949, Marie Raymond obtient, avec Youla Chapoval, le prix Kandinsky,.
Elle participe à la première biennale de São Paulo en 1951. En 1951 toujours, elle expose, avec Jean Arp, César Domela, Alberto Magnelli, Serge Poliakoff…, sous la houlette de Denise René, à l'exposition itinérante « Klar Form - 20 artistes de l'École de Paris », à Copenhague, Helsinki, Stockholm, Oslo, Liège.
En 1952, elle est sélectionnée pour le Salon de mai. Elle interviewe Matisse pour une revue japonaise, visite l'Italie avec son mari. L'argent ne coule toujours pas à flots mais les Klein sont plus à l'aise et reçoivent beaucoup chez eux. Beaucoup d'artistes ou de galeristes passent à leur domicile. Ils s'y réunissent en particulier les lundis soirs qui voient ainsi défiler Colette Allendy, Iris Clert, Pierre Soulages, Raymond Hains, François Dufrêne, Jacques Villeglé, César, Eugène Ionesco, Jean Tinguely, Hans Hartung, Nina Kandinsky, les critiques Charles Estienne, Pierre Restany, Georges Boudaille. Ce sont les lundis de Marie,.
.
En 1953, les Klein exposent trois jours à l'Institut franco-japonais de Tokyo, à l'initiative de leur fils, et au musée d'art Bridgestone de Tokyo. Marie Raymond a droit à une exposition personnelle au musée d'art moderne de Kamakura. En 1955, elle participe à plusieurs expositions : chez Denise René, à Lausanne, à Amsterdam.
En 1957 se tient au Stedelijk Museum, à Amsterdam, une exposition rétrospective « Marie Raymond ».
Mais le couple bat de l'aile ; Marie et Fred Klein se séparent en 1958, puis divorcent en 1961. Années douloureuses marquées par la mort de son fils, fauché en pleine jeunesse par une crise cardiaque le 6 juin 1962 ainsi que celle de son père en 1963.
Marie Raymond expose néanmoins à la galerie Cavaléro à Cannes, en 1963 ; à la galerie Cimaise à Paris, en 1966 ; à Bruxelles. Elle se met à cette époque à peindre de très grands formats. Marie et fils ont marqué le développement de l'art abstrait dans la peinture, en France. Marie Raymond, puis son fils Yves Klein, puis à nouveau Marie Raymond ont contribué à faire évoluer la peinture en France et à y faire apprécier l'art abstrait, l'œuvre du fils influençant sans doute les dernières toiles spatiales de sa mère.
En 1972, une grande exposition est consacrée à Marie Raymond ainsi qu'à son fils au château Grimaldi de Cagnes-sur-Mer.
Elle meurt à Paris en novembre 1988,.

## Expositions

### Collectives
- 1951 : « Klar Form », Scandinavie et Belgique[2]
- 2004 : Musée des Beaux-Arts d'Angers (duo avec son fils Yves Klein)[10]
- 2006 : Musée des Beaux-Arts de Carcassonne

### Personnelles
- 1945 : Salon des Surindépendants, Paris[2]
- 1949 : Galerie de Beaune, Paris[2]
- 1957 : Stedelijk Museum, Amsterdam[2]
- 1966 : Galerie Daniel Templon, Paris[2]
- 1993 : « Marie Raymond : rétrospective 1937-1987 » (catalogue), musée d'Art moderne et d'Art contemporain, Nice[11]